# Julius Bagger
Carl Christian Julius Bagger (20. august 1856 i København – 13. september 1934 sammesteds) var en dansk arkitekt, der har projekteret store dele af brokvartererne i København i anden halvdel af 1800-tallet.

## Karriere
Hans forældre var urtekræmmer Johan Vilhelm Bagger og Anna Gunild Louise Müller. Bagger blev tømrersvend, gennemgik Det tekniske Selskabs Skole 1870-73 og blev optaget på Kunstakademiet 1875, men måtte afbryde studiet af økonomiske grunde. Han var tegner hos professor Ove Petersen 1871-74, derefter indtil 1877 hos arkitekt C.T.F. Knudsen. Julius Bagger var branddirektør i Østifternes Brandforsikring og medlem af sammes bestyrelse og leder af Dansk Arkitektforenings udvalg til behandling af honorar- og retsspørgsmål.
Julius Bagger var i besiddelse af en meget stor arbejdsevne, der satte ham i stand til næsten uden assistance at drive en virksomhed af højst usædvanligt omfang. Han meddelte selv i 1930, at han de sidste 40 år personligt havde tegnet alt. Det er en usædvanlig præstation selv med de meget små krav, som datiden stillede til projektering af beboelseshuse. Hans første arbejder var for byggespekulanten Hellig-Hansen (snedkermester Hans Hansen), som han dog snart skiltes fra, da Hansen krævede, at Bagger kun måtte arbejde for ham. Bagger anså ikke sig selv som kunstner, men som praktisk arkitekt, og hans virke prægede i høj grad det byggeri, der fandt sted efter voldenes nedrivning.
Han blev gift 6. oktober 1882 i København med Fanny Augusta Victoria Nedahl (4. juni 1860 i København – ?), datter af skræddermester Friedrich Ludwig Nedahl og Louise Wilhelmine Nielsen.
Han er begravet på Søllerød Kirkegård. 

## Værker
Bagger nedsatte sig 1877 som selvstændig arkitekt og fik hurtigt en meget omfattende virksomhed; han skal i alt have bygget over 700 huse i København og omegn, mest fleretages beboelseshuse, bl.a.: 
- Nørre Voldgade 23/Linnésgade 24 (logebygning for Odd Fellow Ordenen) (1875, 1883)
- Rømersgade 1-5 (1877-79)
- Nørre Farimagsgade 3-5 (1879)
- Eskildsgade 3-5 (1884)
- Webers Hotel, Vesterbrogade 11 (1888)
- Figaro/Valencia, Vesterbrogade 32 (1890, vinduer ændret)
- Colbjørnsensgade 6-8 (1892)
- Sankt Hans Gade 4-8 (1893)
- Bakkegårds Allé 1-7 og 2-8 (1893-95)
- Niels Ebbesens Vej 13 og Forhåbningsholms Allé 49, Frederiksberg (1901)
- Boligkarré, Allégade, Frederiksberg, hvor Frederiksberg Rådhus ligger nu (sammen med Emil Blichfeldt, nedrevet 1941)
- Valby og Omegns Byggeforening, kaldet Den røde by i Valby (1898, 100 huse på Christen Bergs Allé, Overbys Allé, J.P.E Hartmanns Allé & Traps Allé)
- Store Kongensgade 21 (1904) og 36-38 (1902)
- Villa for Prins Harald, Svanemøllevej 25 (1918)
- Hjørnet af Kapelvej/Hans Tavsens Gade/Struenseegade
- Jernstøberiet Godthaab, Godthåbsvej 28-30
- Menighedshus ved Sions Kirke
- Skole i Slangerup